# Língua castelhana na América
| 50% | 20% | 5% |
| 30% | 10% | 2% |

Distribuição de falantes da língua castelhana pelo continente americano.

A língua castelhana possui um conjunto de variedades faladas por todo o continente americano, desde a chegada e colonização espanholas desde finais do século XV e princípios do século XVI até à atualidade. Estas variedades, distintas do castelhano falado em Espanha e no resto do mundo, contam com cerca de 418 milhões de locutores, representando 90% dos falantes da língua.
O castelhano é o idioma oficial, de jure ou de facto, na Argentina, Bolívia, Chile, Colômbia, Costa Rica, Cuba, Equador, El Salvador, Guatemala, Honduras, México, Nicarágua, Panamá, Paraguai, Peru, República Dominicana, Uruguai e Venezuela. É também oficial no Estado Livre Associado de Porto Rico. Todos estes territórios conformam a região designada América espanhola. No entanto, a língua é também falada noutros países americanos onde não possui caráter de oficialidade, como nos Estados Unidos, onde é o segundo idioma mais falado, e no Belize e Brasil.
As diferentes variedades da língua espanhola falada nas Américas são distintas umas das outras, bem como das variedades faladas na Península Ibérica, conhecidas coletivamente como espanhol peninsular e espanhol falado em outros lugares, como na África e na Ásia. Há uma grande diversidade entre os vários vernáculos americanos, e não há traços partilhados por todos eles que não existam também em uma ou mais variantes do espanhol usadas na Espanha. Um "padrão" americano, no entanto, varia do registro "padrão" castelhano usado na televisão e, notadamente, na indústria de dublagem. Dos mais de 498 milhões de pessoas que falam espanhol como língua nativa, mais de 455 milhões estão na América em 2022. A quantidade total de falantes nativos e não nativos de espanhol em outubro de 2022 ultrapassava 595 milhões.
Existem inúmeras particularidades regionais e expressões idiomáticas no espanhol. No espanhol americano, empréstimos diretamente do inglês são relativamente mais frequentes e muitas vezes a grafia estrangeira é deixada intacta. Uma tendência notável é a maior abundância de palavras emprestadas do inglês, bem como de palavras derivadas do mesmo idioma. Na América “computador" é computadora, enquanto a palavra usada na Espanha é ordenador, e cada palavra soa estrangeira na região onde não é usada. Algumas diferenças devem-se ao facto de o espanhol da Espanha ter uma influência francesa mais forte do que na América, onde, por razões geográficas, a influência dos Estados Unidos foi predominante ao longo do século XX.

## Principais características
A pronúncia varia de país para país e de região para região, assim como a pronúncia do português varia de um lugar para outro. Em termos gerais, o discurso das Américas apresenta muitas características comuns semelhantes às variantes do sul da Espanha, especialmente à Andaluzia ocidental (Sevilha, Cádiz) e às Ilhas Canárias. Os vernáculos das línguas costeiras em toda a América mostram semelhanças particularmente fortes com os padrões de fala atlântico-andaluz, enquanto as regiões do interior do México e dos países andinos não são semelhantes a nenhum dialeto específico da Espanha.
- A maioria dos espanhóis pronuncia ⟨z⟩ e ⟨c⟩ (antes de /e/ e /i/) como [θ] (chamado distinción). Por outro lado, a maioria dos americanos tem seseo, sem distinção entre este fonema e /s/. No entanto, seseo também é típico da fala de muitos andaluzes e de todos os insulares das Canárias. A posição predominante da Andaluzia e das Ilhas Canárias na conquista e subsequente imigração da Espanha para a América é considerada a razão para a ausência desta distinção na maioria dos dialetos espanhóis americanos.
- A maior parte da Espanha, principalmente as regiões que possuem um fonema /θ/ distinto, percebe /s/ com a ponta da língua contra a crista alveolar. Foneticamente, esta é uma sibilante "apico-alveolar" "grave" [s̺], com um som fraco de "silenciamento" que lembra fricativas retroflexas. Para um falante de espanhol americano, andaluz ou das Ilhas Canárias, o /s/ em dialetos espanhóis do norte da Espanha pode soar próximo de [ʃ] como o inglês ⟨sh⟩ como em she. No entanto, esta realização apico-alveolar de /s/ não é incomum em alguns dialetos espanhóis da América que carecem de [θ]; algumas regiões espanholas do interior da Colômbia (particularmente Antioquia) e andinas do Peru e da Bolívia também têm um /s/ ápico-alveolar.
- O pronome familiar plural vosotros de segunda pessoa geralmente não é usado na fala diária em dialetos americanos do espanhol; o ustedes formal é usado em todos os níveis de familiaridade. No entanto, vosotros e suas conjugações são conhecidos e vistos ocasionalmente na escrita ou na oratória, especialmente em contextos formais e ritualizados.
- A América carece do yeísmo encontrado na maior parte da Espanha.
- Como mencionado, os anglicismos são muito mais comuns na América do que na Espanha, devido à influência mais forte e direta dos Estados Unidos.
- Da mesma forma, as línguas indígenas deixaram a sua marca no espanhol americano, fato que é particularmente evidente no vocabulário relacionado com a flora, a fauna e os hábitos culturais. No entanto, o espanhol europeu também absorveu numerosas palavras de origem ameríndia, embora, por razões históricas, a grande maioria delas seja retirada do náuatle e de várias línguas indígenas caribenhas.
- Palavras derivadas do árabe com dupletos do latim são comuns no espanhol americano, sendo influenciadas pelo espanhol andaluz, como alcoba ("quarto") em vez de cuarto, recámara e muitos outros e alhaja ("joia") em vez do joya padrão. Nesse sentido, o espanhol americano está mais próximo dos dialetos falados no sul da Espanha.
- Há várias palavras com significados diferentes na Espanha e na América.
- A maior parte do espanhol americano geralmente apresenta yeísmo: não há distinção entre ⟨ll⟩ e ⟨y⟩. No entanto, a realização varia muito de região para região. Os chilenos pronunciam esses 2 grafemas como [ʝ], por exemplo. No entanto, o yeísmo é uma característica em expansão e agora dominante do espanhol europeu, particularmente na fala urbana (Madrid, Toledo) e especialmente na Andaluzia e nas Ilhas Canárias, embora em algumas áreas rurais [ʎ] não tenha desaparecido completamente. Os falantes do espanhol rioplatense pronunciam ⟨ll⟩ e ⟨y⟩ como [ʒ] ou [ʃ]. A pronúncia tradicional do dígrafo ⟨ll⟩ como [ʎ] é preservada em alguns dialetos ao longo da cordilheira dos Andes, especialmente no interior do Peru e nas terras altas da Colômbia (Santander, Boyacá, Nariño), norte da Argentina, toda a Bolívia e Paraguai; as línguas indígenas dessas regiões (quíchua e aimará) têm [ʎ] como fonema distinto.
- A maioria dos falantes de dialetos costeiros pode desbucalizar ou aspirar /s/ final da sílaba para [h], ou abandoná-lo completamente, de modo que está [esˈta] ("ele/ela é") soa como [ehˈta] ou [eˈta], como no sul de Espanha (Andaluzia, Extremadura, Múrcia, Castela-La Mancha, exceto nordeste), Madrid, Ilhas Canárias, Ceuta e Melilha).
- Muitas vezes, especialmente na Argentina e no Chile, [x] torna-se fronteiro [ç] quando precede vogais altas /e, i/ (esses falantes aproximam [x] da realização do alemão ⟨ch⟩ em ich); em outros ambientes fonológicos é pronunciado [x] ou [h].
- Em muitas variedades caribenhas, os fonemas /l/ e /r/ no final de uma sílaba soam iguais ou podem ser trocados: caldo > ca[r]do, cardo > ca[l]do; na situação de /r/ em posição final de palavra, torna-se silencioso, conferindo aos dialetos caribenhos do espanhol uma não-roticidade parcial. Isto também acontece a um nível reduzido no Equador e no Chile. É uma característica trazida da Extremadura e do extremo oeste da Andaluzia.
- Em muitas regiões andinas, o trinado alveolar de rata e carro é realizado como uma fricativa retroflexa [ʐ] ou mesmo como um apico-alveolar sonoro [z]. A realização do aproximante alveolar está particularmente associada a um substrato indígena e é bastante comum nas regiões andinas, especialmente no interior do Equador, no Peru, na maior parte da Bolívia e em partes do norte da Argentina e do Paraguai.
- Em Belize, Porto Rico e as ilhas colombianas de San Andrés, Providencia e Santa Catalina, além de [ɾ], [r] e [l], /r/ final de sílaba pode ser realizado como [ɹ], uma influência de Inglês americano para dialeto porto-riquenho e inglês britânico para dialeto de Belize e dialeto colombiano do arquipélago de San Andrés, Providencia e Santa Catalina (no caso dos três últimos, não é exclusivo dos colombianos cujos ancestrais remontam ao período espanhol antes da invasão britânica, sob domínio territorial britânico e recuperação do controle espanhol, mas também é usado por Raizals, brancos de ascendência britânica e descendentes de colombianos do continente); "verso" (verso) torna-se [ˈbeɹso], além de [ˈbeɾso], [ˈberso], ou [ˈbelso], "invierno" (inverno) torna-se [imˈbjeɹno], além de [imˈbjeɾno], [imˈbjerno], ou [imˈbjelno], e "escarlata" (escarlate) torna-se [ehkaɹˈlata], além de [ehkaɾˈlata], [ehkarˈlata] ou [ehkaˈlata]. Na posição final da palavra, /r/ geralmente será um destes:
  - um trinado, um toque, aproximante, [l], ou elidido quando seguido por uma consoante ou uma pausa, como em amo[r ~ ɾ ~ ɹ ~ l] paterno 'amor paterno', amor [aˈmo],
  - um toque, aproximante ou [l] quando seguido por uma palavra com inicial de vogal, como em amo[ɾ ~ ɹ ~ l] eterno 'amor eterno').
- As consoantes sonoras /b/, /d/ e /ɡ/ são pronunciadas como plosivas depois e às vezes antes de qualquer consoante na maioria dos dialetos espanhóis colombianos (em vez da fricativa ou aproximante que é característica da maioria dos outros dialetos): pardo [ˈpaɾdo ], barba [ˈbaɾba], algo [ˈalɡo], peligro [peˈliɡɾo], desde [ˈdezde/ˈdehde] - em vez de [ˈpaɾðo], [ˈbaɾβa], [ˈalɣo], [peˈliɣɾo], [ˈdezðe/ˈdehðe] da Espanha e o resto da América. Uma exceção notável é o Departamento de Nariño e a maior parte da fala Costeño (dialetos costeiros do Atlântico), que apresentam realizações suaves e fricativas comuns a todos os outros dialetos americanos e europeus.
- /n/ no final da palavra é velar [ŋ] em grande parte da fala espanhola americana; isso significa que uma palavra como pan (pão) é frequentemente articulada ['paŋ]. A velarização do /n/ final de palavra é tão difundida nas Américas que é mais fácil mencionar aquelas regiões que mantêm um /n/ alveolar: a maior parte do México, Colômbia (exceto para dialetos costeiros) e Argentina (exceto algumas regiões do norte). Em outros lugares, a velarização é comum, embora /n/ final de palavra alveolar possa aparecer entre alguns falantes instruídos, especialmente na mídia ou no canto. O final da palavra Velar /ŋ/ também é frequente na Espanha, especialmente nos dialetos do sul da Espanha (Andaluzia e Ilhas Canárias) e no Noroeste: Galiza, Astúrias e Leão.

## Dialetos principais
As principais famílias dialetais do espanhol americano são as seguintes:
| N.º | Dialeto regional         | Locais | Influências |
| --- | ------------------------ | --- | --- |
| 1   | Espanhol andino          | Região andina do Peru e Equador, oeste da Bolívia, sudoeste da Colômbia, noroeste da Argentina, norte do Chile   | Dialetos espalhados pelos Andes que combinam elementos indígenas (mais notáveis nas áreas rurais) e de língua espanhola com base em Castela, Extremadura e, em menor medida,Andaluzia. Léxico rico em indigenismos (Quechuismos) e entonações geralmente baixas e lentas, constitui uma variedade de "terras altas". |
| 2   | Español caribenho        | Cuba, Porto Rico, República Dominicana, Panamá, a maior parte da Venezuela, norte da Colômbia, sudeste do México | Dialetos das "planícies" que fariam parte das primeiras áreas de conquista e colonização pela Espanha, influência dos dialetos do sul da Espanha, particularmente da Andaluzia Ocidental e das Ilhas Canárias. Tem contribuições africanas e uma influência ameríndia muito pequena e limitada ao léxico. É caracterizada por uma entonação rápida e forte.                                                                                           |
| 3   | Espanhol centroamericano | Costa Rica, Nicarágua, Guatemala, El Salvador, Honduras, sudoeste do México e Belize                             | Diversas variedades de espanhol no subcontinente, influências caribenhas-andaluzas nas "planícies" costeiras e áreas do norte nas "terras altas", como Guatemala e Costa Rica. |
| 4   | Espanhol rioplatense     | Pampas e região patagônica da Argentina e Uruguai                                                                | Principais dialetos da Argentina e do Uruguai (Río de la Plata) com um caso excepcional, influência de outra língua não nativa, o italiano (principalmente napolitano), muito notável na região dos Pampas argentinos ou Uruguai com notável influência no léxico, além das contribuições do sul da Espanha (Ilhas Canárias) e, em menor medida, do norte (Galiza). A influência do português do Brasil pode ser encontrada na entonação e no léxico. |
| 5   | Espanhol mexicano        | México | Variações linguísticas no México com diferenças marcantes entre as áreas norte e centro-sul, esta última correspondendo às variedades de "terras altas". No centro-sul do país há uma importante influência de Castela, bem como, em menor medida, da Andaluzia e das Ilhas Canárias, enquanto no norte é influenciado por dialetos do norte da Espanha e pelo inglês dos Estados Unidos. A influência indígena é importante, especialmente Náhuatl.  |
| 6   | Espanhol chileno         | Chile, oeste da Argentina                                                                                        | Dialeto característico de quase todo o Chile e da zona fronteiriça com a Argentina (Cuyo), tem uma influência sulista marcada e total, da Extremadura e da Andaluzia, bem como influência indígena de diferentes povos (Quéchuas, Mapuches, etc.). Utiliza um tipo particular de voseo e sua entonação costuma ser percebida com diferenças na velocidade de fala e um léxico semelhante ao dos países vizinhos.                                      |
| 7   | Espanhol paraguaio       | Paraguai, nordeste da Argentina, Leste de Bolívia                                                                | Dialeto com uma importante influencia guarani. |
| 8   | Espanhol colombiano      | Interior da Colômbia e Andes da Venezuela                                                                        | Dialetos do interior da Colômbia e da regiões fronteiriças da Venezuela com a Colômbia, variedades das "terras altas" com certa influência castelhana do norte e contribuições do sul da Extremadura e da Andaluzia. |
| 9   | Espanhol riberenho       | Litoral do Peru                                                                                                  | Dialeto típico da planície (litoral) peruana com certa influência da Andaluzia, mas também contribuições do norte castelhano, especialmente em Lima, devido à sua importância no Vice-Reino do Peru. |
| 10  | Espanhol equatorial      | Região do Litoral Pacífico da Colômbia, litoral do Equador, noroeste do Peru                                     | Variedade oriunda da costa (planícies) do Pacífico colombiano e equatoriano, tem uma influência africana importante e muito perceptível, dada a grande concentração da população afrodescendente naquela área. |